# 柏葉ヒロ
柏葉 ヒロ（かしわば ヒロ）は、日本の漫画家。女性。まんカレ受賞以前に少女漫画家としてデビューしたことがある。

## 作品リスト

### 連載
- サムライハイスクール（小学館『週刊少年サンデー超』2009年APRIL号[4] - 2011年4月号[5]、少年サンデーコミックス、2009年 - 2011年刊、全5巻）
- 壬生狼ヤングゼネレーション（小学館『やわらかスピリッツ』2012年11月19日[6] - 2014年11月、ビッグコミックス、2013年 - 刊、既刊2巻）
- 異世界猫と不機嫌な魔女（小学館『やわらかスピリッツ』2021年8月30日[7] - 2023年8月28日、全5巻）

### 読み切り
- 侍フィーバー!（小学館『週刊少年サンデー超』2004年1月25日号） - まんがカレッジ 2003年7月期 入選 デビュー作
- ニューエッドの運び人（小学館『週刊少年サンデー超』2004年9月25日号）
- トイズヘヴン（小学館『週刊少年サンデー超』2005年5月25日号）
- バロンのムスコ（小学館『週刊少年サンデー超』2006年5月25日号）
- DOG YEAHH!!（小学館『週刊少年サンデー超』2007年3月25日号）
- 怪盗GINGA（小学館『週刊少年サンデー』2009年17号）
- 当世侍気質（小学館『月刊!スピリッツ』2012年11月号）

## 関連人物
浅野いにお
漫画家。師匠。
空詠大智
漫画家。元アシスタントでサムライハイスクールにて背景の一部を担当していた。
桜沢鈴
漫画家。友人。